# 嫁姑・陣取り合戦
『嫁姑・陣取り合戦』（よめしゅうとめ じんどりがっせん）は、1985年7月1日から同年9月27日まで、フジテレビ系列で放送された東海テレビ制作の昼ドラマである。

## 概要
働く女性の家庭と仕事との両立などの問題を描く。

## キャスト
- 中村明美
- 大橋吾郎
- 塩沢とき→水野久美（塩沢の病気休養のため水野へ途中交代）
- 鳳八千代
- 原保美
- ジェリー伊藤
- 大塚良重
- 甲斐智枝美
- 東啓子

## スタッフ
- 演出：大西博彦､小野俊和
- 脚本：布勢博一
- 原作：山谷えり子「嫁姑合戦えり子の場合」主婦の友社